# Vitz-sur-Authie
Vitz-sur-Authie – miejscowość i gmina we Francji, w regionie Hauts-de-France, w departamencie Somma.
Według danych na rok 2011 gminę zamieszkiwało 116 osób, a gęstość zaludnienia wynosiła 25 osób/km² (wśród 2293 gmin Pikardii Vitz-sur-Authie plasuje się na 875. miejscu pod względem liczby ludności, natomiast pod względem powierzchni na miejscu 905.).